# Wolica (Wola Owadowska)
Wolica – część wsi Wola Owadowska (do 31 grudnia 2002 osada) w Polsce, położona w województwie mazowieckim, w powiecie radomskim, w gminie Jastrzębia.